# Avenue des Ternes
L'avenue des Ternes est une voie située dans le 17e arrondissement de Paris, en France.

## Situation et accès
L’avenue des Ternes débute à l'intersection du 1, place des Ternes et du 49, avenue de Wagram. Elle se termine au niveau du 59, boulevard Gouvion-Saint-Cyr. Elle traverse le quartier des Ternes, d'où son nom, donné le 23 mai 1863.
Elle se poursuit au-delà de la place de la Porte-des-Ternes (place du Général-Kœnig) par l'avenue du Roule, dénommée sur le territoire de la Ville de Paris « avenue de la porte des Ternes ».
Son aspect a été profondément modifié dans les années 1950 par l'élargissement de sa chaussée automobile, passée de 16,5 à 22 mètres de large, au détriment des trottoirs.

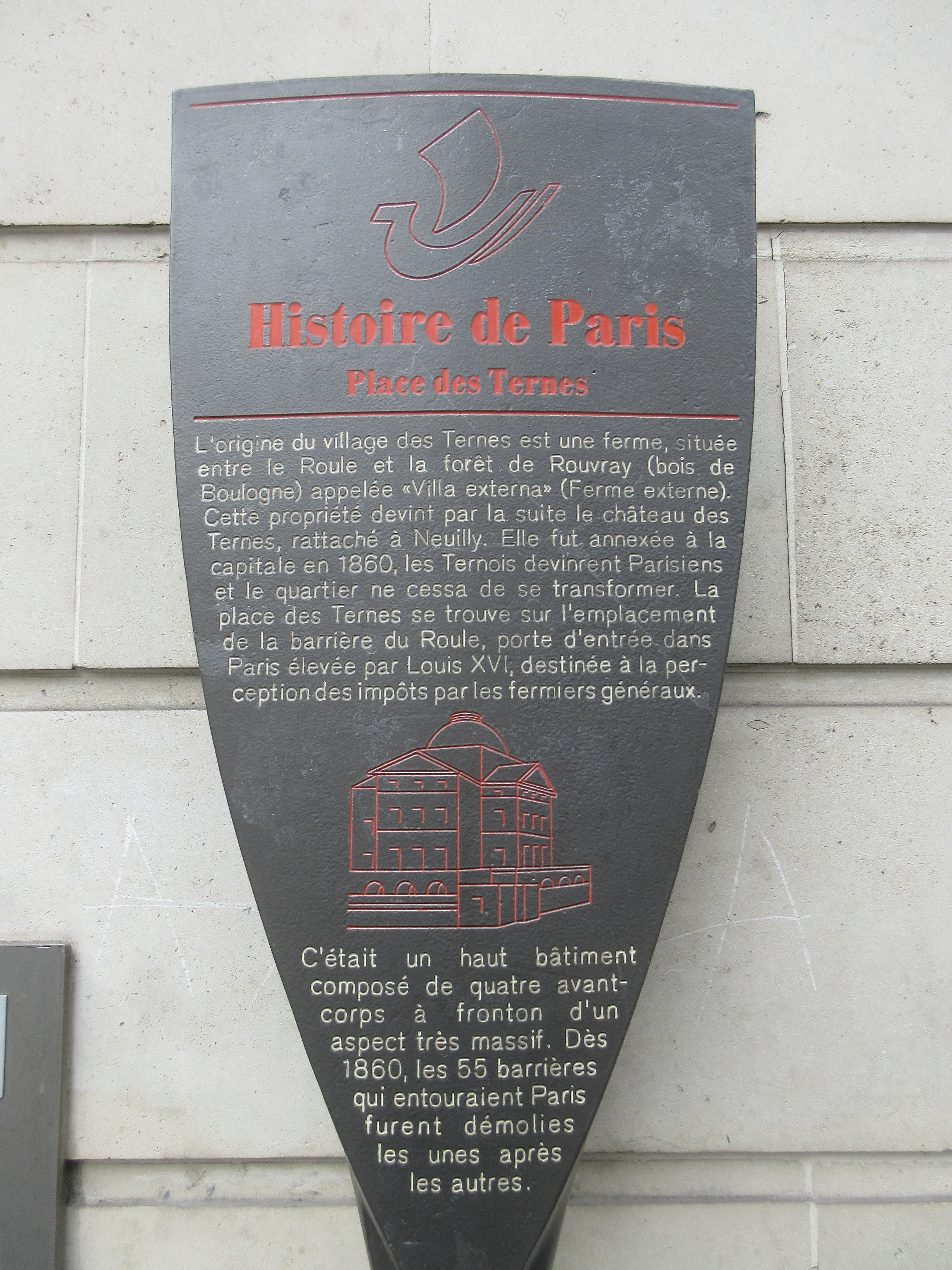
Panneau Histoire de Paris
« Place des Ternes ».

L’avenue est desservie à son extrémité est, par la ligne 2 à la station Ternes.

## Origine du nom
Elle a pris ce nom car elle était la rue principale qui traversait l'ancien hameau des Ternes.

## Historique
Initialement, c'était une voie de Neuilly-sur-Seine qui faisait partie de la route de Saint-Germain, également appelée « vieille route de Neuilly » avant de prendre le nom, en 1793, de « route de la Montagne-du-Bon-Air ».
Après avoir fait partie de la route départementale no 12, elle est rattachée à Paris en 1863 où elle prend son nom actuel.

## Bâtiments remarquables et lieux de mémoire
Depuis une vingtaine d'années, l'avenue des Ternes s'est considérablement transformée. La première vague de changements a eu lieu à la suite de la fermeture de Bouchara et de l'arrivée de Naf Naf en 1988, puis se sont succédé de très nombreux changements d'enseignes et installations de nouveaux magasins, notamment de prêt à porter. C'est aujourd'hui une rue très commerçante.
- Au no 16, le traiteur Maison Pou est installé depuis 1830[3]. En 1932 déjà, un permis de construire était demandé pour une extension du magasin[4].
- Au no 25, le Monoprix a remplacé le magasin Prisunic, l'un des premiers libre-service d'alimentation en France[5].
- Au no 19, la Fraternité Saint-Pie-X organisa son culte à partir de 1974 dans la chapelle Sainte-Germaine (local de fortune)[6].
- Au no 27, un hôtel a remplacé le cinéma qui avait été construit en 1935[4].
- Au no 30 se situe le bâtiment des Magasins réunis, l'un des anciens grands magasins de Paris, à l'angle de l'avenue des Ternes et de l'avenue Niel. Depuis le début des années 1990, ce bâtiment est occupé par le magasin Paris-Ternes de la Fnac, par transfert d'un des magasins historiques de la Fnac, la Fnac Étoile. La construction de ce bâtiment en 1912 fut confiée à Marcel Oudin, qui venait d'aménager les Magasins réunis de la place de la République à Paris[7]. On y retrouve les standards de l'époque : marquise, larges baies vitrées, grand hall et coupole d'angle, décoration Art nouveau et magnifiques vitraux de 1924 dus au maître-verrier Jacques Gruber. Initialement occupé par le grand magasin À l'économie ménagère, le magasin prit le nom de Magasins réunis en 1914, nom qu'il conserva jusqu'à la fin, et que l'on peut encore lire en haut de la coupole[8]. Pendant la Première Guerre mondiale, Félix Amiot y avait installé la Société d'emboutissage et de constructions mécaniques (SECM).

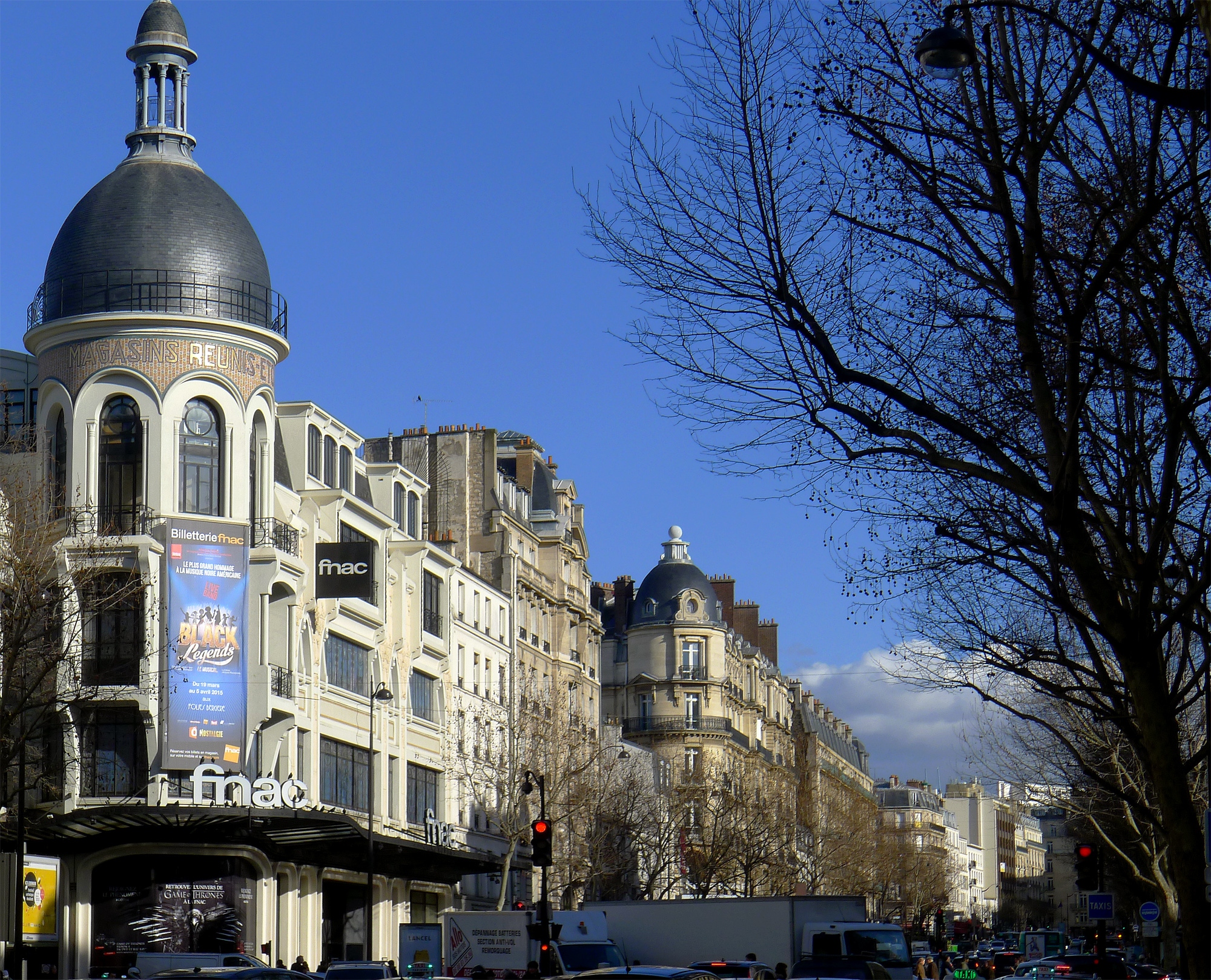
Le no 30, à l'angle de l'avenue des Ternes et de l'avenue Niel.
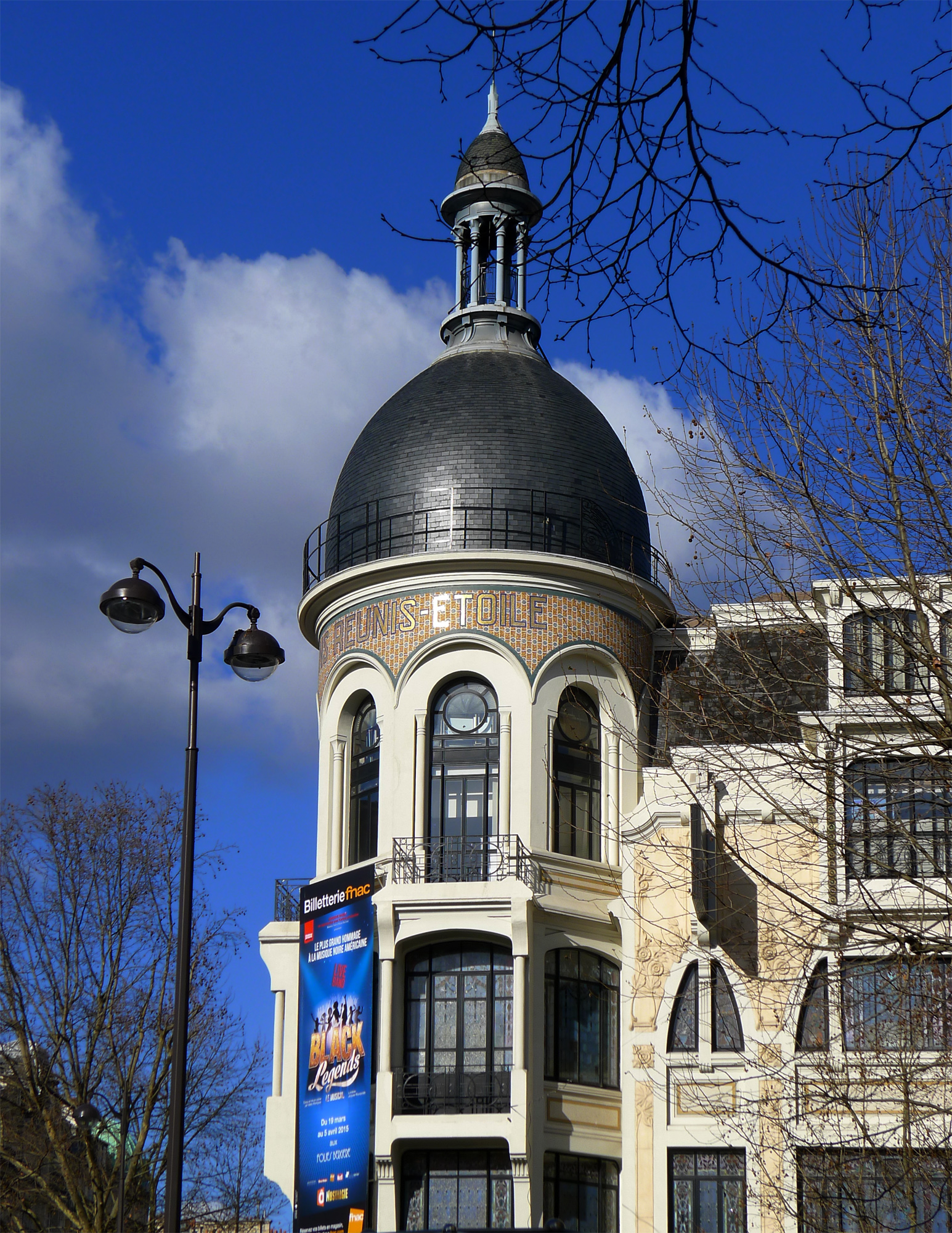
Détail de la coupole avec son clocheton.

- Au no 36, une librairie a succédé à la Librairie 36 de l'imprimeur Guy-Victor Labat ; c'était également le siège de sa maison d'édition, la NLF (Nouvelle Librairie de France), spécialisée dans les collections historiques (Peuple français, Explorations, Femme, Travail, Enseignement, Bretagne, Fonction publique…) et les ouvrages pour bibliophiles[9].
- Portrait des amies (1881) de Louise Catherine Breslau, avec Maria Feller et Sophie Schaeppi, dans l'appartement de l'avenue des Ternes.

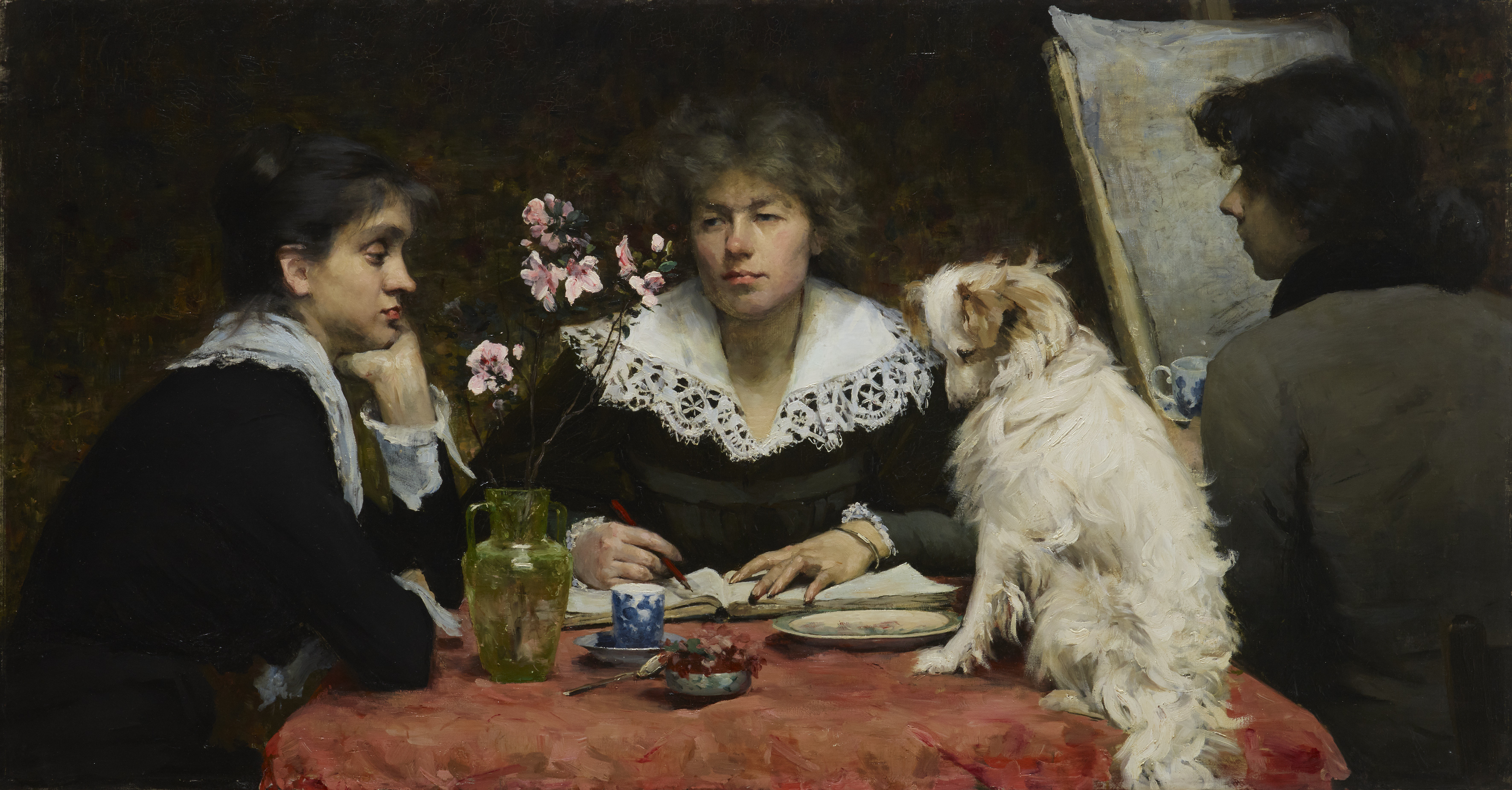
Portrait des amies (1881) de Louise Catherine Breslau, avec Maria Feller et Sophie Schaeppi, dans l'appartement de l'avenue des Ternes.

- Au no 40, résidait la peintre allemande Louise Catherine Breslau[10], dans un appartement qu'elle partage avec la comédienne italienne Maria Feller et la peintre suisse Sophie Schaeppi, étudiantes à l'Académie Julian[11].
- Au no 51, l'immeuble était occupé par l'école privée Cours Françoise-de-Maintenon jusqu'en juin 1960, avant de laisser la place à l'hebdomadaire panafricain Jeune Afrique.
- no 85 : l'homme politique Jean Achard (1898-1953) y demeure jusqu'à la libération de Paris[12]
- Au no 96, entrée de la voie privée villa des Ternes. Lambert-Thiboust (1827-1867), auteur dramatique, y habita et y est mort le 10 juillet 1867.

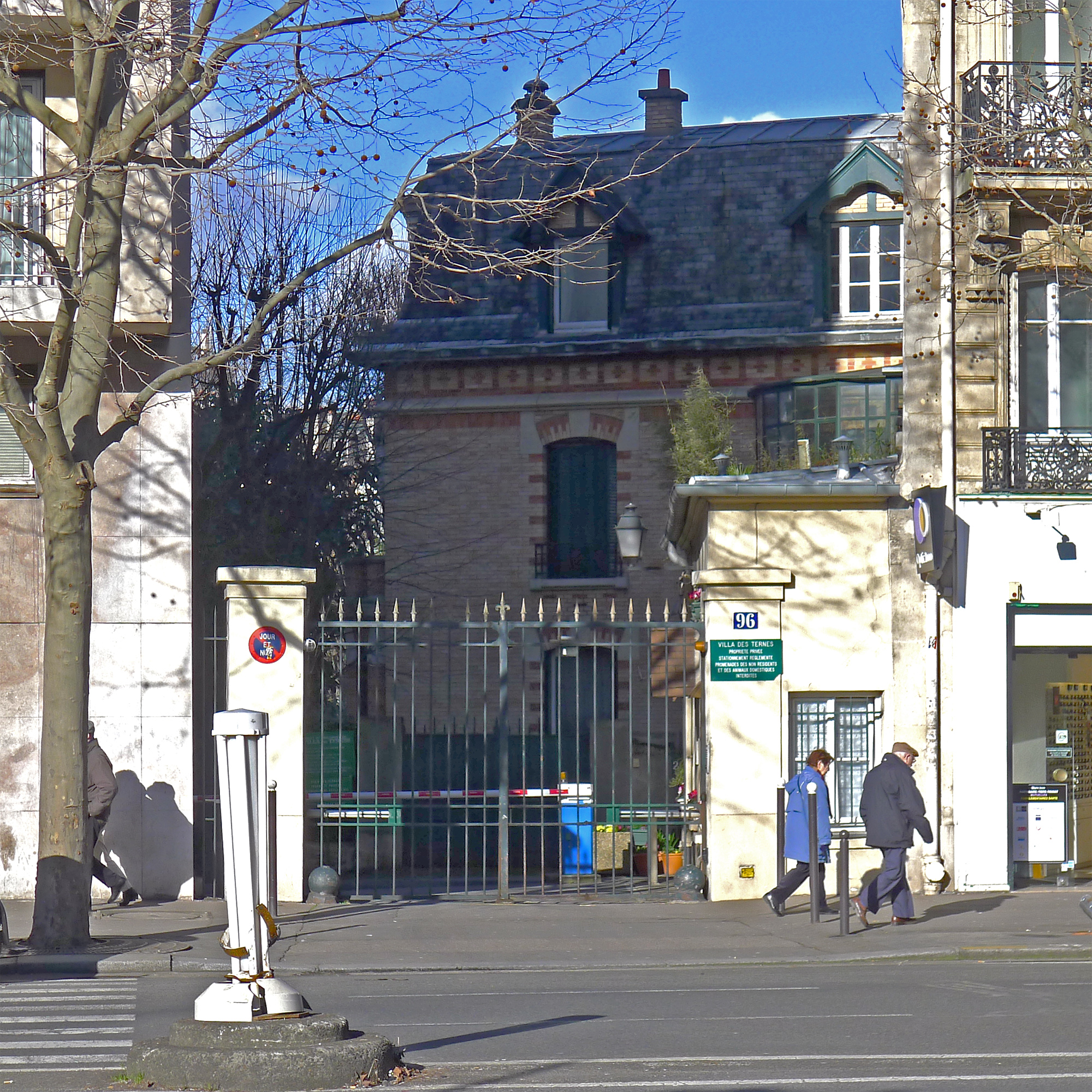
Entrée de la villa des Ternes.